# Грабове (Горлівський район)
Гра́бове — село Чистяківської міської громади Горлівського району Донецької області, Україна. Населення становить 1000 осіб (станом на 2001 рік).

## Географія
Село Грабове лежить на річці Міус на початку Грабівського водосховища, за 23 км на північний схід від районного центру та межує із територією с-ща. Індустрія Антрацитівського району Луганської області. Фізична відстань до Києва — 621,1 км. Місцевість кам'яниста, з численними балками[джерело?].

## Історія
Засноване 1787 року на лівому березі річки Міус, на межі Війська Запорозького Низового та Війська Донського. Теперішню назву отримало від однойменного урочища Грабове, хоч раніше носило назву Олексіївка. Осадництвом займався Василь Іловайський, організувавши переселення мешканців Полтавського полку Гетьманщини.
1803 збудували кам'яну однопрестольну Свято-Троїцьку церкву, яка існує понині. Щоправда, 1903 її істотно перебудували, зробили двопристольною. Але в цілому вона збереглася у первісному вигляді понині.
У селі побутує легенда про козака Сокола, який посідав однойменну гору і займався розбоєм — самовільним оподаткуванням валок на чумацьких шляхах. Загалом, образ запорозького козацтва виразно домінує у локальній міфології, протиставляючись козакам донським, кацапам.
У ХІХ столітті село перебувало на великих торгових шляхах — з Харкова до Новочеркаська та з Харкова до Маріуполя.
З 1917 — у складі УНР. З 1918 контролюється революційними силами Нестора Махна. З 1921 — стабільний комуністичний режим. 1942 Грабове перейшло в управління німецької адміністрації, яка дала дозвіл на відновлення православних богослужінь та провела часткову реституцію майна, незаконно відібраного комуністами у незалежних селян. Проте 1952 комуністична влада знову закрила храм, перетворивши його на місце для танців. Невдовзі радянська влада хотіла остаточно знищити храм, але місцеві люди відстояли церкву від повного руйнування.
З 1991 — у складі України. З квітня 2014 село перебуває в епіцентрі дій терористичної організації «ДНР».
До 17 липня 2020 року село вважалося адміністративним центром Грабівської сільської ради, якій підпорядковувалися також * село Рівне і селище Балочне. Інтереси громади представляли 16 депутатів:
| Партія                         | Кількість депутатів | Відсоток |
| ------------------------------ | ------------------- | -------- |
| самовисування                  | 7                   | 43,75 %  |
| «Партія регіонів»              | 7                   | 43,75 %  |
| «Комуністична партія України»  | 1                   | 6,25 %   |
| «Соціалістична партія України» | 1                   | 6,25 %   |

### Катастрофи
Поблизу села 17 липня 2014 року був збитий літак Boeing 777, що слідував за маршрутом Амстердам—Куала-Лумпур. Загинуло 283 пасажирів і 15 членів екіпажу.

## Населення
Станом на 1989 рік у селі проживали 1081 особа, серед них — 507 чоловіків і 574 жінки.
За даними перепису населення 2001 року у селі проживали 1000 осіб. Рідною мовою назвали:
| Мова       | Кількість осіб | Відсоток |
| ---------- | -------------- | -------- |
| українська | 775            | 77,50 %  |
| російська  | 220            | 22,00 %  |
| білоруська | 4              | 0,40 %   |
| інші       | 1              | 0,10 %   |

Національність — переважно українці. Частково збереглися традиційні українські хати, при чому глиняні підлоги (долівки) існували ще довго після Другої світової війни. Поширені прізвища: Братченко, Жила[джерело?].

## В мистецтві
За сюжетом, в селі відбуваються події фільму "Клондайк" 2022 року.

## Пам'ятки
У селі ошатна кам'яна церква.
Поруч із селом розташована ботанічна пам'ятка природи загальнодержавного значення «Урочище Грабове».
- Курган[d] (доба бронзи);
- Братська могила радянських воїнів Південного та Південно-Західного фронтів і пам'ятник землякам[d];
- Пам'ятний знак[d] на місці подвигу Я. С. Приходька, радянського воїна;

## Відомі люди
- Кулик Іван Дмитрович — окружний провідник ОУН Коломийщини, нагороджений найвищою нагородою УПА — Золотим хрестом бойової заслуги.